# 감비천 불붙이
《감비천 불붙이》는 1982년 10월 30일에 방영된 TV문학관이다.

## 줄거리
함경도 개마고원에 화전민이 살고 있는 감비천 불붙이라는 깊은 산골이 있다. 그 산골에서 읍내까지 나가려면 며칠 씩 걸린다. 깊은 산골에 정착한 두 집은 서로 도우며 외로움을 이기고 살아가고 있는데...

## 출연
- 김성환
- 정인숙
- 안대용
- 이덕희
- 여운계
- 김효원
- 곽경환
- 이한나
- 김수용
- 안꼭지